# 콘스탄티노폴리스의 바르톨로메오스 1세
바르톨로메오스 1세(그리스어: Οικουμενικός Πατριάρχης Βαρθολομαίος Α, 튀르키예어: Patrik I. Bartholomeos, 1940년 2월 29일 - )는 제270대 콘스탄티노폴리스 세계 총대주교(1991년 11월 2일 - )이다. 본명은 디미트리오스 아르혼도니스(그리스어: Δημήτριος Αρχοντώνης Dimítrios Archontónis)이다.
그리스어, 튀르키예어, 이탈리아어, 독일어, 프랑스어, 영어로 유창하게 대화가 가능하며, 고전 그리스어와 라틴어도 수준급으로 구사한다.

## 어린 시절
바르톨로메오스 1세는 튀르키예 임브로스섬에서 흐리스토스와 메로페 아르혼도니스 부부 사이에 아들로 태어났다. 그의 본명은 디미트리오스 아르혼도니스(Δημήτριος Αρχοντώνης, Dimítrios Archontónis)이다. 서류상(시민권)으로 그는 튀르키예인이지만, 인종적으로는 튀르키예에 잔존해 있는 소수의 그리스계 주민에 속한다.
디미트리오스 아르혼도니스는 자신이 태어난 고향 임브로스섬의 초등학교에 입학하였으며, 이스탄불의 조그라페이온 리체움에서 중등교육을 끝마쳤다. 중등교육을 마친 그는 곧바로 콘스탄티노폴리스 교회에서 관할하는 할키 신학교에 들어가 신학을 공부하였다. 1961년 신학 공부를 마치고 졸업한 그는 즉각 바르톨로메오스라는 성직명과 함께 보제품을 받았다. 바르톨로메오스는 1961년부터 1963년까지 튀르키예군에서 예비역 장교로 군복무를 마쳤다. 1963년에서 1968년까지 바르톨로메오스는 로마의 교황청립 동방 연구소와 스위스 보세이의 에큐메니컬 연구소, 독일 뮌헨의 루드비히 막시밀리안 대학에서 유학하였다. 교회법 박사학위를 받은 그는 같은 해 로마의 교황청립 그레고리오 대학교의 강연자로 위촉되었다.
1968년 이스탄불로 귀국한 그는 할키 신학교의 교수로 있다가 1969년 콘스탄티노폴리스 세계 총대주교 아테나고라스 1세에 의해 사제 서품을 받았다. 1972년 콘스탄티노폴리스 세계 총대주교로 착좌한 데메트리오스 1세는 콘스탄티노폴리스 세계 총대주교청을 설립하고 그곳의 감독으로 바르톨로메오스를 임명하였다. 1973년 성탄절 날, 바르톨로메오스는 필라델피아의 수도 대주교가 되었으며, 1990년 칼케돈의 수도 대주교로 추대되기 전까지 세계 총대주교청의 감독으로 봉사하였다.

## 세계 총대주교

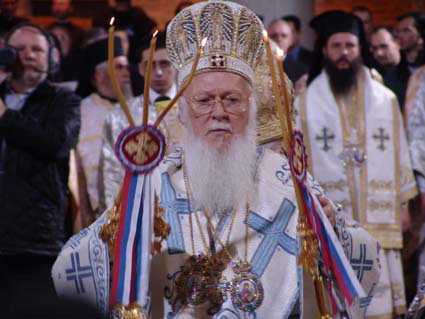
바르톨로메오스 1세 세계 총대주교

1974년 3월 세계 총대주교로 추대된 그는 국제적으로 활발하게 활동하고 있는 중이다. 세계 총대주교로서 그가 가장 중점을 두는 활동 가운데 하나는 1990년 공산주의가 몰락하기 전까지 박해를 받았던 동구권의 동방 정교회 재건 활동이다. 이러한 노력의 일환으로 그는 동방 정교회의 다른 총대주교들 및 다른 나라 정교회들과의 연대를 긴밀히 하기 위해 노력하였다. 또한 그는 선임자들의 발자취를 따라 로마 가톨릭교회와의 화합을 위한 대화를 지속하고 있으며, 개신교 및 이슬람교와 유다교와도 대화하고 있다.
바르톨로메오스는 각종 국제적인 환경 문제에 대해서도 세계 총대주교 차원에서 적극적으로 개입하고 있으며, 유명환 환경운동가로도 명성을 쌓았다. ‘녹색 총대주교’라는 별명을 얻게 된 그는 2002년 소피 환경상을 수상하였다. 2002년 6월 10일에는 로마 가톨릭교회의 영적 지도자인 교황 요한 바오로 2세와 함께 원격 비디오로 서로를 보는 가운데 환경보호가 도덕적이고 영적인 의무라는 내용의 선언에 서명했다. 이 선언은 “우리는 한계를 인정하거나 고려하지 않는 경제, 기술 진보로 물과 공기, 땅 같은 기본적인 자연이 오염돼 인간과 모든 창조물들에게 부정적인 결과를 초래하고 있는 것을 우려한다.”고 말했다. 또한 이 선언은 “선의의 모든 남녀가 환경보호에 있어서 윤리적인 목표를 고려할 것”을 촉구하면서 “너무 늦지 않았다. 하느님의 세계는 놀라운 치유력을 갖고 있다.”고 말했다.
바르톨로메오스 1세는 튀르키예 정부에 동방 정교회의 핵심적인 성직자 교육기관이었던 할키 신학교를 재개해달라고 요청하고 있다. 이스탄불 앞바다 섬에 위치한 할키 신학교는 1971년 튀르키예 당국이 정교회 영성 훈련의 본산에 일대 타격을 가하기 위해 폐쇄했다. 바르톨로메오스 1세는 튀르키예가 이 신학교 외에도 옛 동로마 제국의 수도였던 이스탄불에 신학 공부와 성직자 교육을 위한 센터를 세우는 것을 거부하고 있다고 말하고 있다. 그리스와 미국은 종교교육 관할법에 따라 폐쇄된 이 학교를 재개해주도록 튀르키예 당국에 로비를 벌여왔다. 그러나 튀르키예는 종교 학교들이 국가의 통제를 벗어나게 되면 근본주의자들의 훈련장소로 변할 가능성이 있다고 주장하며 불가하다는 입장을 굽히지 않고 있다.
바르톨로메오스 세계 총대주교는 1995년 4월 8~14일 처음으로 대한민국을 방문하였다. 방한 기간에 그는 교세가 미약한 한국 정교회 신자들을 격려하는 한편 서울 마포구 아현동 성 니콜라스 대성당에서 성찬예배를 집전하고 청와대를 예방하는 한편 한국의 다른 종교계 지도자 및 주한 외교사절 등과 만남을 가졌다. 또 튀르키예 및 그리스의 한국 전쟁 참전 용사비에 헌화도 하였다.
2000년 2월 26일~3월 2일 한국 정교회 선교 100주년을 기념하기 위해 대한민국을 두 번째로 방문하였다.
2005년 6월 21~27일 한국 정교회가 콘스탄티노폴리스 세계 총대주교청 관할이 된 지 50돌 맞이 행사에 참석하기 위해 세 번째로 대한민국을 방문하였다. 바르톨로메오스 세계 총대주교는 방한 기간에 노무현 대통령, 정동채 문화관광부 장관, 이명박 서울 시장, 미국·튀르키예·독일·교황청 대사와 면담하고 한국외국어대학교에서 특별 강연도 하였다.

## 공식 직함
바르톨로메오스 1세 총대주교의 공식 직함은 다음과 같다.
새 로마 콘스탄티노폴리스의 대주교 및 세계 총대주교 바르톨로메오스 1세 성하
그리스어로는 다음과 같다.
 Η Αυτού Θειοτάτη Παναγιότης ο Αρχιεπίσκοπος Κωνσταντινουπόλεως Νέας Ρώμης και Οικουμενικός Πατριάρχης Βαρθολομαίος Α' 
튀르키예 공화국에서 인정하는 공식 직함은 다음과 같다.
이스탄불의 그리스 정교회 총대주교 바르톨로메오스 1세

## 같이 보기
- 교회 일치 운동
- 오스트레일리아 그리스 정교회 관구 대교구
- 미국 그리스 정교회 관구 대교구
- 콘스탄티노폴리스 세계 총대주교 목록
- 아토스산